# Hochschuldidaktik
Die Hochschuldidaktik beschäftigt sich mit dem Lernen, Lehren und Prüfen speziell an Hochschulen und hilft, eine qualitativ hochwertige Hochschullehre zu gestalten, während die Didaktik (von altgriechisch διδάσκειν didáskein, deutsch ‚lehren‘) allgemein die „Kunst“ und die „Wissenschaft“ des Lernens und Lehrens auf allen Stufen betrifft. Mit anderen Worten wird Lehren und Lernen in der Wissenschaft als Gegenstand und Zweck der didaktischen Auseinandersetzung betrachtet, wobei jeweils fach- bzw. disziplinenbezogene und hochschultypische Ausdifferenzierungen denkbar und notwendig sind. Im weitesten Sinne ist somit die Hochschuldidaktik ein wesentlicher Teil der Hochschulentwicklung. Hochschuldidaktik kann auf Ebenen betrachtet werden:
Lehrveranstaltungen (Mikroebene), Studiengang- und Curriculumentwicklung (Mesoebene) und (Hochschul-)Politik (Makroebene).
Hochschuldidaktische Angebote werden in Deutschland interdisziplinär und fachbezogen von hochschuldidaktischen Zentren und Arbeitsstellen, Einrichtungen des Wissensmanagements, der Qualitätsentwicklung für Studium und Lehre, von Abteilungen für Weiterbildung und Personalentwicklung an Universitäten und Hochschulen für angewandte Wissenschaften, in einzelnen Projekten und Programmen, in Netzwerken und von einzelnen Wissenschaftlern unterbreitet.

## Beschreibung
Die Hochschuldidaktik betrifft zum einen die kritische Auseinandersetzung mit Inhalten von Studiengängen, mit deren Reform und Weiterentwicklung. Dieser „Inhaltsaspekt“ von Studium und Lehre stand während der 1960er Jahre im Mittelpunkt und basierte auf einer grundlegend gesellschaftskritischen Haltung, welche Gegenkritik nach sich zog. Zum anderen befasst sich Hochschuldidaktik mit dem „Vermittlungsaspekt“, d. h. der Planung und Durchführung von Unterricht und Lehrveranstaltungen. Dieser Aspekt ist erst später in den Fokus gerückt, als verstärkt die Frage diskutiert wurde, was „gute“ Lehre ausmacht und wie diese gefördert werden kann. In der aktuellen Diskussion wird Hochschuldidaktik oft auf diesen Vermittlungsaspekt verkürzt, wenngleich gerade im Kontext des Bologna-Prozesses auch die Frage der Inhalte und der Struktur von Studiengängen einer kritischen Auseinandersetzung bedarf. Denn Hochschuldidaktik ist keine Verlängerung von Schulpädagogik oder deren Übertragung auf eine andere Institutionsform, sondern „sie ist vielmehr auf Wissenschaftstheorie, -geschichte, -soziologie angewiesen. Hochschuldidaktik ist von Wissenschaftsforschung und Wissenschaftsdidaktik nicht zu trennen […]“. In einigen wissenschaftlichen Diskussionen wird stärker der Begriff „Wissenschaftsdidaktik“ favorisiert und damit Hochschuldidaktik als Wissenschaft, die sich aus vielen disziplinären Quellen speist, thematisiert.
Neben das bisherige didaktische Modell mit seiner Fokussierung auf Planung und plangemässe Durchführung von Lehre tritt aktuell ein dynamischeres Verständnis, das aus einem teilweise neuen bzw. neugewichteten Rollenmodell der Hochschuldozierenden genährt wird: „Der Dozent als Coach“. Die Fähigkeit, Lehre studierendenzentriert statt dozierendenzentriert zu gestalten, das Lehren also vom Lernen her (nicht umgekehrt) zu denken und fortlaufend zu entwerfen, werden als wichtig eingeschätzt. Wie man allerdings ganz konkret der Selbststeuerung der Studierenden mehr Raum gibt und dann auf deren nicht vorhersehbare Aktivitäten wieder sinnvoll reagiert, dazu gibt es wenig Literatur und Weiterbildungsangebote, während aber die theoretische und empirische Begründung dafür, dass ebendies wichtig ist, stabil zu sein scheint.
In der Schweiz verlangen viele Fachhochschulen und Pädagogischen Hochschulen von den Dozierenden bzw. Professoren eine didaktische Qualifikation, während eine solche an den Universitäten eher fakultativ ist. Demgegenüber und anders als in anderen europäischen und anglo-amerikanischen Ländern ist nur in den wenigsten Bundesländern in Deutschland der Nachweis einer didaktischen Qualifikation für die Tätigkeit als Lehrender einer Hochschule erforderlich. Die Venia Legendi der Professoren an Universitäten ist die Berechtigung zur Lehre, aber nicht zwingend ein Ausdruck hochschuldidaktischer Qualifikation. Hochschuldidaktische Weiterbildung ist keine Voraussetzung für die Berufung zum Hochschullehrer. Hochschuldidaktik wird hier primär als Angebot an Nachwuchswissenschaftler, Lehrbeauftragte oder bereits tätige Professoren gestaltet.
Der Begriff Hochschuldidaktik wird in den letzten Jahren seltener genutzt. Zeitschriften haben sich umbenannt, um der breiteren Entwicklung im Bereich Lehren und Lernen Rechnung zu tragen, beispielsweise die „Zeitschrift für Hochschuldidaktik“ in „Zeitschrift für Hochschulentwicklung“, und ehemals hochschuldidaktische Einrichtungen sprechen heute z. B. von „Akademischer Personalentwicklung“.
Obwohl bereits in den 1960er-Jahren die wesentlichen Methoden effizienter Bildung bekannt waren und seit damals in der Erwachsenenbildung zunehmend angewendet werden, hat sich in der Hochschullehre an Universitäten bis heute wenig geändert: Die meisten Veranstaltungen sind Vorlesungen und auch die Seminare sind meist „Vorlesungen mit nicht ganz so vielen Zuhörern“. Dieser „Gap“ zwischen Theorie der Hochschuldidaktik und Praxis der Hochschullehre ist eine der „Baustellen“, auf denen die Hochschuldidaktik-Stellen der verschiedenen Hochschulen arbeiten.

## Geschichte und Entwicklung der Hochschuldidaktik

### Deutschland
In Westdeutschland hatte Hochschuldidaktik in den 1960er Jahren Konjunktur. Hochschulen sollten grundlegend reformiert und eine „neue“ Lehre zur Geltung gebracht werden. Ausgehend aus dem Verband Deutscher Studentenschaften (VDS) und der Bundesassistentenkonferenz entwickelte sich der „Arbeitskreis für Hochschuldidaktik“ (AHD). Ende 1969 und Anfang 1970 wurden die ersten hochschuldidaktischen Zentren an der TU Berlin und der Universität Hamburg gegründet. 1971 wurde die Deutsche Gesellschaft für Hochschuldidaktik (dghd) gegründet. 
Mit der Institutionalisierung hochschuldidaktischer Zentren wurde die Frage nach der Erforschung von Studium und Lehre sowie die Theoriebildung für die Hochschullehre zu einem Forschungsgegenstand: von 1972 bis 1979 existierte bei der Deutschen Forschungsgemeinschaft (DFG) ein Schwerpunktprogramm Hochschuldidaktik. In der zweiten Ausschreibung 1974 wurden die Themenbereiche festgelegt: Forschungen zur Analyse der Berufsfelder, die professionelle Sozialisation, die Evaluation der Lernprozesse und die Curriculumentwicklung für fachübergreifende Studiengänge wurden gefördert. In den acht Jahren hochschuldidaktischer Forschungsförderung durch die DFG wurde ein deutlicher Anwendungsbezug und eine praxisnahe Forschungsorientierung sichtbar, fast alle geförderten Projekte arbeiteten gleichzeitig an einer praktischen Umsetzung ihrer Ergebnisse in die Studienreform.
Nach einer Phase der Institutionalisierung von Hochschuldidaktischen Zentren an verschiedenen Universitäten ist die Hochschuldidaktik im deutschsprachigen Raum relativ schnell in die Kritik geraten. Ihre Fortbildungsangebote fanden oft ungenügend Nachfrage und die Umsetzung in den Hochschulen blieb gering. Statt die Widerstände zu analysieren, wurde die Hochschuldidaktik zunehmend infrage gestellt und immer mehr an den Rand gedrängt. Die meisten der seinerzeit gegründeten Einrichtungen wurden bis heute aufgelöst, umbenannt oder reorganisiert.
Anders stellt sich die Situation der Hochschuldidaktik an den Fachhochschulen dar. Nachdem diese 1971 als eigene Hochschulart etwa für das Land Bayern gegründet wurden, befasste sich noch im selben Jahr eine Tagung mit den Fragen der entsprechenden Hochschuldidaktik. Daraus gingen die grundlegenden Konzepte für das hochschuldidaktische Zentrum „DiZ“ hervor, das bis heute mit einem großen Volumen an Weiterbildung für die Dozierenden aller Fachhochschulen des Landes Bayern tätig ist. In der DDR begann die Institutionalisierung der Hochschulpädagogik als eigene Wissenschaftsdisziplin bereits Ende der 1950er Jahre, wenngleich unter politischem Vorzeichen: Neben hochschuldidaktischen Fragestellungen beschäftigte sich die DDR-Hochschulpädagogik besonders mit der politisch-ideologischen Erziehung der Studierenden. Das deutschlandweit erste „Institut für Hochschulpädagogik“ wurde 1961 in Rostock gegründet, an anderen Universitäten wurden „hochschulpädagogische Arbeitszentren“ gegründet, seit den 1970er Jahren bestanden an allen Universitäten und Hochschulen der DDR hochschulpädagogische Abteilungen. Für den Erwerb der seit der Dritten Hochschulreform von allen Hochschullehrern geforderten Facultas docendi war der Teilnahmenachweis hochschulpädagogischer Lehrveranstaltungen notwendig. Nach der Wiedervereinigung wurde die ostdeutsche Hochschulpädagogik aufgrund ihrer politischen Belastung vollständig abgewickelt. Infolge des sogenannten „Qualitätspakts Lehre“, im Rahmen dessen vom Bundesministerium für Bildung und Forschung den deutschen Hochschulen von 2011 bis 2020 Mittel im Umfang von zwei Milliarden Euro zur Verfügung gestellt wurden, ist das Interesse an Hochschuldidaktik in jüngster Zeit in Deutschland stark gewachsen.

### Schweiz
In der Schweiz förderte das „Bundesgesetz über die Fachhochschulen“, das 1995 in Kraft trat, die Entwicklung der Hochschuldidaktik stark. Darin legt Artikel 12 die „Anforderungen an die Lehrkräfte“ fest, zu denen neben einer abgeschlossenen Hochschulausbildung, Forschungsinteresse und mehrjährige Berufserfahrung ausdrücklich auch eine „didaktische Qualifikation“ gehört. Da diese Vorgabe für die Fachhochschulen, nicht jedoch für die Universitäten wirksam war, entwickelte sich die Hochschuldidaktik in der Schweiz in den Fachhochschulen intensiver: Der Bund förderte die Entwicklung der Hochschuldidaktik und finanzierte das Projekt „Schweizerische Weiterbildungszentrale für Fachhochschulen“ (Projekt SWF). Die Idee einer gesamtschweizerischen Weiterbildungsstelle konnte jedoch nie wirklich erfolgreich realisiert werden. Nachdem die Strukturen der jeweiligen sieben Fachhochschulen geklärt waren, begann jede Fachhochschule ihre eigene Lösung der didaktischen Qualifizierung der Dozierenden zu entwickeln. Teilweise existierten bereits vorher mehrere Institutionalisierungsansätze: Die Direktorenkonferenz der Ingenieurschulen der Schweiz (DIS) bildete eine Kommission für die didaktische Weiterbildung ihrer Dozierenden und vergab eine Anerkennung. In Basel war eine Weiterbildungsstelle für Dozierenden an der Hochschule für Kunst (FLuG HGK CH) entstanden. Die Schulen für Sozialarbeit hatten die SASSA, welche sich mit didaktischen Weiterbildungsangeboten für Dozierende in diesem Fachbereich beschäftigte. Brigitta Pfäffli, die als Pionierin der Hochschuldidaktik das vom Bund geförderten Projekt SWF geleitet hatte, ließ ihre Aktivitäten zu großen Teilen in den Aufbau der Fachstelle für Hochschuldidaktik der Fachhochschule Zentralschweiz münden, das heutige „Zentrum für Lernen und Lehren“ der Hochschule Luzern. Diese Stelle gehört somit zu den ältesten in der Schweiz und weiterhin zu den großen. Anstelle der SWF wurde eine Schweizerische Fachgruppe für die Weiterbildung der Dozierenden (FdWB) als Teil der Aktivitäten der KFH (Konferenz der Fachhochschulen der Schweiz – Rectors’ Conference of the Swiss Universities of Applied Sciences) ins Leben gerufen mit der Aufgabe, Qualität zu pflegen durch fachlichen Austausch und die Angebote zu koordinieren. Aus dieser Gruppe sind die Empfehlungen „Weiterbildung für Dozierende an Fachhochschulen – Konzept für die didaktische Weiterbildung“ hervorgegangen. Diese empfehlen eine didaktische Weiterbildung für alle Fachhochschul-Dozierenden im Umfang von mindestens 7 ECTS-Credits (mind. 200 Stunden Workload). Diese Empfehlung wird von vielen Fachhochschulen in der Schweiz umgesetzt.
An den Schweizer Universitäten sind in der Folge ebenfalls Stellen für Hochschuldidaktik entstanden. Besonders umfangreich sind diejenigen in Bern und in Zürich. Weiter begannen auch Pädagogische Hochschulen, hochschuldidaktische Weiterbildungen anzubieten.

### Die Bologna-Reform und der Einzug neuer Methoden
Ende der 1990er Jahre hat die Hochschuldidaktik mit der Umsetzung der Bologna-Beschlüsse zur europaweiten Einführung gestufter Studiengänge mit den Abschlüssen Bachelor und Master stärkere Aufmerksamkeit erhalten. Die damit erforderlichen Änderungen, wie Modularisierung der Studienangebote, studienbegleitendes Prüfungswesen, systematische Evaluation usw. hat den Stellenwert der Hochschuldidaktik im Hochschulsystem gestärkt. Ziel war die Integration aktivierender Methoden in die Vorlesung als höchster Form der Lehre (zu der man mit der Habilitation befähigt wird) und die Gestaltung von aktivierenderen Veranstaltungen, z. B. durch Methoden des Situierten oder Problembasierten Lernens oder Lernen durch Lehren. Durch die zunehmend selbstverständliche Nutzung von E-Learning an Hochschulen ist der Bedarf an Kompetenzentwicklung bei den Lehrenden gestiegen. Auch hier stellen sich neue Anforderungen an die Hochschuldidaktik. Damit muss sich die Hochschuldidaktik auf einen Umbruch ihrer Arbeit und einen neuen Stellenwert in Hochschule und Gesellschaft besinnen: Von einer oft randständigen Disziplin zu einem interdisziplinären Fach, das sich mit der Theorie und Praxis der Gestaltung von Lehre an Hochschule beschäftigt.
Im Zuge der Modularisierung (Bologna-Prozess) halten im Hochschulbereich Unterrichtsmethoden Einzug, die zwar schon seit den 1960er-Jahren bekannt sind, aber bisher dem Schulbereich vorbehalten waren. Da neben den Fachinhalten auch Schlüsselqualifikationen als Lernziel festgelegt werden, bemühen sich die Lehrenden, Verfahren anzuwenden, die eine effektivere Wissens- und Kompetenzvermittlung sichern (Projektlernen, Videofeedback als Methode zur Steigerung der Lehrkompetenz, Lehrcoaching und Lehrportfolios). Es findet eine schrittweise Ablösung von traditionellen frontalen Unterrichtsarrangements (Trichtermodell) zu konstruktivistischen Methoden statt (siehe beispielsweise John Biggs mit Constructive Alignment, Joachim Grzega mit „Lernen durch Lehren“ oder Christof Arn mit „Agile Hochschuldidaktik“.).

## Funktionen und Aufgaben der Hochschuldidaktik (strategische Handlungsfelder)

### Historische Einordnungen der Hochschuldidaktik
In den 1980er Jahren genoss folgende Verortung und Einteilung der Hochschuldidaktik Plausibilität: Sie wurde betrachtet als Teil der Wissenschaftsforschung, der (Aus-)Bildungsforschung, als Teil einer sozialwissenschaftlich-interdisziplinär orientierten Erziehungswissenschaft oder als Teil einer historisch verstandenen Sozialisationsforschung. Innerhalb dieser Verortung wurden sechs „Arbeitsansätze“ unterschieden:
- Unterrichtstechnologischer Ansatz: Hierbei liegt der Fokus auf der Forschung und Entwicklung effizienter Lehrangebote.[22] Die Methoden bauen meist auf der empirischen Unterrichtsforschung auf.
- Sozialpsychologischer Ansatz: Bei diesem Ansatz steht die Begleitung und soziale Komponente im Vordergrund, denn Probleme des Studiums werden in der Kontaktarmut und Unpersönlichkeit des Studiums gesehen. Es werden vor allem eine Verbesserungen der Kommunikation und Kooperation in Lernsituationen durch Kleingruppenarbeit, Tutorenprogramme oder Kommunikationstrainings als Lösung gesehen.
- Curricularer oder didaktischer Ansatz: Das Problem der Hochschulbildung liegt darin, dass Ziele und Inhalte des Studiums unzureichend begründet sind und zu Orientierungs-, Motivations- und Lernproblemen der Studierenden führen. Lösungsansätze werden aus dem Bereich der Curriculumsforschung entlehnt.
- Beschäftigungsorientierter Ansatz: Während die bisherigen Ansätze eher inneruniversitär verortet sind, geht der beschäftigungsorientierte Ansatz dahin, den Berufsbezug der Studiengänge stärker zu betonen und sich um die Anschlussfähigkeit Gedanken zu machen.
- Sozialisationstheoretischer Ansatz: Er macht die Frage zum Ausgangspunkt, wie sich Studierende und Lehrende innerhalb der Hochschule entwickeln und widmet sich u. a. den Fragen nach Identität und Habitus.
- Der wissenschaftstheoretische und wissenschaftsdidaktische Ansatz sieht die Probleme der Hochschulbildung in einer Krise der Wissenschaft selbst, in der Expansion und Auffächerung von empirischen Einzelwissenschaften. Er befasst sich mit den Auswirkungen der Wissenschaft auf Studienbedingungen.

Der Blick der Hochschuldidaktik auf die Universität kann breiter sein als die Fokussierung auf Lehr-Lernsituationen, und unterschiedliche Facetten haben. Hochschule kann als Ausbildungsanstalt, Sozialisationsumwelt oder Wissenschaftsbetrieb thematisiert werden – und damit ändern sich auch Aufgaben und Handlungsfelder der Hochschuldidaktik.
Diese Ansätze und Handlungsebenen haben weitläufige Auswirkungen, zum einen auf das Selbstverständnis der Hochschuldidaktiker, wo sie sich verorten, zum anderen auf die Forschungsmethodologie: Von empirisch-analytischem Vorgehen bis hin zur Aktions- oder Interventionsforschung reicht das Spektrum der Methodologie.

### Professionalisierung der Lehrenden und der Lehre
Professionsentwicklung ist ein eigenständiger Aufgabenbereich der Hochschuldidaktik im Sinne des Aufbaus systematischer Lehrkompetenz mit dem Ziel, aufseiten der Studierenden lebendiges, nachhaltiges, selbstgesteuertes Lernen zu fördern. Für Helmke kommen dabei folgende Kompetenzen ins Blickfeld der Hochschuldidaktik: Diagnostische Kompetenz, Evaluationskompetenz, Beratungskompetenz und Aktivierungskompetenz. Konkreter werden Paseka/Schratz/Schrittesser: Fähigkeiten zur Distanzierung vom eigenen Lehrerhandeln, Strategien zur Selbstbeobachtung im Unterricht, die Fähigkeiten, sich selbst und sein Umfeld kritisch und distanziert zu betrachten, Selbstkritik zu entwickeln und sich in den Diskurs einzubringen bzw. um ihn zu gestalten; auf Systemebene und damit als Berufsstand zur Selbstthematisierung fähig zu sein; die Fähigkeit, von sich und der unmittelbaren Realität zu abstrahieren, von einer Außenperspektive auf sich und ihre Position zu blicken; eigene Fragen und Unsicherheiten offenzulegen und füreinander kritische Partner zu sein.

### Curriculumentwicklung
Die ETH Zürich beschreibt Curriculumentwicklung (CE) als komplexe Prozesse, in die eine Vielzahl von Akteuren einer Hochschule eingebunden sind. Zentrale Begriffe der CE sind: Curriculum, Lerneinheit, Qualifikationsprofil, Kompetenz. Für die Hochschuldidaktik sind vor allem die Schnittstellen zwischen CE und der konkreten Planung, Umsetzung und Evaluation von Lehrveranstaltungen bedeutsam.

### Ausgestaltung zukunftsfähiger Lehr-/Lernräume: Selbstreguliertes Lernen

#### Vom Lehren zum Lernen
Für die historische Entwicklung der Hochschuldidaktik besonders wichtig wurde ab den 1990er Jahren der Perspektivenwechsel vom „Lehren“ zum „Lernen“, oft englisch benannt als Prinzip „The shift from teaching to learning“. Die daraus entstandene „Programmatik des selbstregulierten Lernens“ wird seit einigen Jahren im Hochschuldiskurs postuliert. Gleichzeitig ist in Lernumgebungen an Hochschulen und Universitäten nur bedingt aktives und eigenverantwortliches Lernhandeln zu beobachten. Deshalb gerät die Frage, wie das selbstregulierte Lernen stärker gefördert werden kann und welche didaktischen Gestaltungsaspekte von Bedeutung sind, in den Fokus.
Etwa zeitgleich mit den Anliegen des selbstregulierten Lernens hält das Phänomen des E-Learning Einzug in die hochschuldidaktische Diskussion (Stichworte: Blended Learning, Mobile Learning, E-Portfolio). Das Thema ist seit den 1990er Jahren Motor für hochschuldidaktisch angelegte Projekte und Innovationen, wie z. B. die Forcierung des fall- und problemorientierten Lernens in der Hochschule.

#### Von der Wissensvermittlung zur Entwicklung von Kompetenz(en)
Neben der traditionell vermittlungsorientierten Didaktik für Hochschulen wurde nach Brigitte Pfäffli in den 1990er Jahren mehr und mehr der Ruf nach einer handlungsorientierten Hochschuldidaktik laut, die die Förderung von Handlungskompetenzen im Kontext der Hochschule fokussiert:

„Dass Studierende etwas gelernt haben, bedeutet leider noch nicht, dass sie es beim Lösen von Aufgaben auch einsetzen könnten. Deshalb sollen die Studierenden bereits während des Studiums auch wissensgeleitetes Handeln erfahren und einüben“

Gegenwärtig werden die Anliegen der handlungsorientierten Didaktik in einer immer umfassender angelegten Diskussion zu den Stichworten „Kompetenz und Performanz“ abgebildet: Vor allem Arnold, Erpenbeck und Sauter haben hier umfassende Arbeiten und Reflexionen vorgelegt.

### Digitalisierung und Hochschullehre
Die veränderten ökonomischen, kulturellen und gesellschaftlichen Rahmen-, Lebens- und damit Lernbedingungen nehmen Einfluss auf die Hochschuldidaktik. Es entstehen neue Formen und Möglichkeiten des Lehrens und Lernens wie Social Learning, Personal Learning Environments (PLE), Gamification, kollaboratives Lernen. Diese Vernetzungs-, Distributions- und Kollaborationsmöglichkeiten führten zu Open Educational Resources (OER) und Portalen für die Hochschullehre. Das Bundesministerium für Bildung und Forschung hat es sich zur Aufgabe gemacht, die Diskussion um OER auf einer Online-Plattform zu systematisieren. Des Weiteren führt die Digitalisierung zur Erweiterung des Kompetenz- bzw. Literacy-Konzeptes um die „Digital Literacies“. Im Folgenden eine Auswahl:
- Computational Thinking: Probleme analysieren, abstrahieren und mögliche Lösungen formalisierend beschreiben, damit Computer und Menschen in der Lage sind, sie zu verstehen.[36]
- Digital Curation: Nach informationswissenschaftlichen Ansätzen und Methoden digitale Inhalte auswählen, deren Qualität sichern, sie nachnutzbar speichern und bereitstellen, und entsprechende Nutzerbedürfnisse erforschen.
- Kollaboration: Kollaboration ist ein Prozess mit zwei oder mehr Personen oder Organisationen, die zusammenarbeiten, um Projekte erfolgreich zu realisieren oder zu erreichen. Sie ist der Kooperation sehr ähnlich, jedoch stärker fokussiert. Beide Formen funktionieren gegensätzlich zu Wettbewerb. Auch wenn sich Kollaboration als Arbeitsform in der dezentralen und egalitären Projektarbeit entwickelt hat, erfordert sie in den meisten Fällen eine gewisse Führung. In agilen Lern- und Arbeitskontexten haben „collaborative teams“ den Vorteil, dass sie flexibler im Einsatz und in der Kombination ihrer Ressourcen sind. Wenn Kollaboration strukturiert erfolgt, fordert und fördert sie die Introspektion von Verhalten und Kommunikation in den Teams. Für die Hochschuldidaktik ist Kollaboration sowohl interessant im Sinne einer methodischen Weiterentwicklung von Lehr-Lern-Prozessen („social learning“), als auch im Kontext von Team-Teaching und Interdisziplinarität.
- Kritisches Denken: Durch Beobachtung, Erfahrung, Reflexion, Argumentation oder Kommunikation entstandene Informationen aktiv konzipieren, anwenden, analysieren und zusammenführen.[37]

Ein wesentlicher Aspekt der Hochschuldidaktik ist der Umgang mit Künstlicher Intelligenz (KI). Gabi Reinmann greift in Anlehnung an eine Stellungnahme des Deutschen Ethikrats von 2023 zur künstlichen Intelligenz die Frage auf, inwieweit es durch KI potenziell zu individuellen und kollektiven Kompetenzverlusten (deskilling) kommen kann. Sie betrachtet unter anderem die Risiken einer Abhängigkeit von KI, einer fehlenden Einübung von an KI delegierten Kompetenzen sowie eine Verringerung von Selbstwahrnehmung und sozialen Interaktionen seitens der Beteiligten. Als Gegengewicht zur AI ruft sie zu einer „Renaissance der menschlichen Vernunft“, zu einer Aufwertung sozialer Beziehungen und zu einem radikalen Wandel der Prüfungskultur auf. In diesem Zusammenhang verweist sie in Anlehnung an Felten und Lambert (2020) auf das Konzept einer „beziehungsreichen Bildung“ (relationship-rich education) mit Fokus auf einem achtungs- und respektvollen Austausch unter Studierenden und zwischen Studierenden und Lehrpersonen.

### Heterogenität der Studierendenschaft
Die zunehmende Öffnung der Hochschulen hat neben einer quantitativen Zunahme der Studierendenzahlen (2,9 Mill. im WS 2021/22) auch zu einer größeren Vielfalt der Studierenden, z. B. in ihrem sozio-demographischen Profil und Hochschulzugang sowie ihren persönlichen Voraussetzungen, geführt.
Heterogenität ist eine zunehmende Herausforderung für die Qualität von Studium und Lehre. In Sachsen-Anhalt wurde hierzu ein Verbundprojekt entwickelt, welches zum Ziel hat,

„die Studienbedingungen für eine heterogenere Studierendenschaft zu optimieren. Ausgangspunkt sind die Veränderungen, die für die Hochschulen auf Grund reduzierter Studienanfängerjahre und gleichzeitig erheblichen Fachkräftebedarf zu erwarten sind. Im Mittelpunkt steht dabei die zu erwartende Zunahme der Heterogenität der Studierenden, der Zugangswege zur Hochschule und der Anforderungen in der Berufswelt. Die Teilprojekte und Maßnahmen der Verbundhochschulen betreffen deshalb nicht nur die Lehr-Lern-Prozesse, sondern auch die Gestaltung ihrer Rahmenbedingungen und technischen Lösungen. Zur Umsetzung wurde eine Vernetzungsstruktur etabliert, die aus themenbezogenen Kompetenzstützpunkten an den Hochschulen, einer Transferstelle und landesweiten Kompetenzzirkeln besteht.“

Die Hochschulrektorenkonferenz (HRK) sieht in der Heterogenitätssensibilität den Leitgedanken einer für Vielfalt und Heterogenität offenen Hochschule.

### Hochschuldidaktik und lebensbegleitendes Lernen
In den vergangenen Jahrzehnten haben Hochschulen und Universitäten umfangreiche Weiterbildungsprogramme etabliert und sich damit neben Forschung und Lehre ein drittes Standbein gegeben. Diese neuen Tätigkeitsfelder führen zu einem verstärkten Fokus auf zeitgemäße Formen des Lehrens und Lernens für und mit Menschen, die sich in beruflichen Kontexten und auf diese hin weiterbilden. Das SCIL (Swiss Competence Center for Innovations in Learning) der Universität St. Gallen hat mögliche Konsequenzen für die Gestaltung von Formaten der Weiterbildung, die von Hochschulen angeboten werden, skizziert – unter Rückgriff auf die 70:20:10-Regel. Diese Regel verdeutlicht die Rolle des informellen, nicht organisierten Lernens im beruflichen Umfeld: Zu etwa 70 Prozent geschieht Weiterbildung bei Berufstätigen durch Herausforderungen und praktische Erfahrungen im Arbeitsalltag, zu etwa 20 Prozent durch kollegiale Kontakte („anderen über die Schulter blicken“) und nur zu ca. 10 Prozent durch klassische Weiterbildungen im Sinne von Fachliteratur, Seminaren, E-Learning und Coaching. Das Modell basiert auf Studien vom US-amerikanischen Center for Creative Leadership, einem weltweit agierenden Anbieter von Fortbildungen.

## Fachspezifische Hochschuldidaktiken
Im Zuge des Bologna-Prozesses haben sich fachspezifische Hochschuldidaktiken herausgebildet, die den Herausforderungen fachlicher Fragestellungen und Denkweisen gerecht zu werden versuchen.

### Medizindidaktik
Im Bereich des medizinischen Lehrens existieren unter anderem das MedizinDidaktikNetz Deutschland, eine Arbeitsgemeinschaft des Medizinischen Fakultätentages, in der sich die 37 Medizinischen Fakultäten Deutschlands zusammengeschlossen haben, und die Gesellschaft für Medizinische Ausbildung, die auch die „Zeitschrift für Medizinische Ausbildung“ herausgibt.

### Rechtsdidaktik
Die Rechtsdidaktik widmet sich Fragen der juristischen Ausbildung. Im deutschsprachigen Raum gibt es einen Austausch über das Jahrbuch der Rechtsdidaktik und die Didaktik der Rechtswissenschaft (seit 2012).

### Hochschuldidaktik der Politikwissenschaft
Die Deutschen Vereinigung für Politische Wissenschaft (DVPW) hat seit 2015 eine „Themengruppe Hochschullehre“ etabliert, die unter hochschullehre-politik.de kommuniziert. Sie organisiert jährliche Tagungen und thematische Workshops.

### Hochschuldidaktik der Geschichtswissenschaft
Von der eher auf die Schule oder die nichtwissenschaftliche Öffentlichkeit konzentrierten Geschichtsdidaktik zu unterscheiden ist die Hochschuldidaktik der Geschichtswissenschaft. International ist sie unter dem Stichwort „Scholarship of Teaching and Learning in History“ (HistorySOTL) gut vernetzt und tagt regelmäßig. Eine erste HistorySOTL-Tagung in Deutschland fand im Mai 2016 an der Universität Bielefeld statt. Daneben existiert eine Handbuchreihe im Wochenschau Verlag.

### Hochschuldidaktik des Sozialmanagement
In Abgrenzung zur Wirtschaftspädagogik, der Ökonomiedidaktik und anderen fachbezogenen Hochschuldidaktiken, die sich mit dem Lehren und Lernen des Wirtschaftens beschäftigten, versucht die Didaktik des Sozialmanagements, Erkenntnisbestände aus vorgenannten Bereichen, aber auch aus der Didaktik der Sozialen Arbeit aufzugreifen und zusammenzuführen. Mithin stehen dabei die Reflexion theoretischer Hintergründe und der praktischen Vollzüge von pädagogischen und didaktischen Ansätzen, Methoden und Konzepten zur Lehre des Managements in Sozialen Organisationen, der Sozialwirtschaft und des Sozialmanagements im Mittelpunkt der wissenschaftsdidaktischen Auseinandersetzung.

### Hochschuldidaktik der Psychologie
Die European Society of Psychology Learning and Teaching (ESPLAT) hat das Ziel, Lernen und Lehren von Psychologie auf allen Stufen des Bildungssystems zu fördern und einen Austausch zwischen Lehrenden und Forschenden zu organisieren. Sie gibt die Zeitschrift Psychology Learning and Teaching (PLAT) heraus und veranstaltet alle zwei Jahre die internationale Tagung ESPLAT.

## Formate der Aus- und Weiterbildung von Berufsgruppen in der akademischen Lehre
Die Professionalisierung der Hochschullehre als Kerngeschäft der Hochschuldidaktik ist von großen Vielfalt geprägt. Ihr eigener Grad der Professionalisierung differiert je nachdem, wie hoch der Stellenwert von Hochschuldidaktik an einer Hochschule angesiedelt ist. Entsprechend reicht das Angebot von internen Fach- und Zertifikatskursen, über didaktische Beratung, Lehrreflexion, Super- und Intervision und (Peer-)Coaching bis hin zu Lehrgängen in den Formaten CAS und MAS. Evaluation und Qualitätssicherung können ebenfalls als zentrale Funktion von Hochschuldidaktik verstanden werden.
Neben diesem Steuerungsaspekt haben die vielfältigen Verfahren der Akkreditierung auch die Funktion, qualifizierte Lehre anzuerkennen, diese Anerkennung transparent zu gestalten, sie zu begründen und über die Grenzen der eigenen Hochschule hinweg vergleichbar zu machen.
Im Zuge der Digitalisierung kommen vermehrt alternative Formen der Zertifizierung zur Anwendung, wie z. B. das von der Mozilla Foundation und der MacArthur Foundation gemeinsam entwickelte System der Open Badges.

### Zertifikate
- seit 2003: NRW-Zertifikat, Netzwerk Hochschuldidaktik NRW
- seit 2003: Baden-Württemberg-Zertifikat für Hochschuldidaktik, Hochschuldidaktikzentrum (HDZ)
- seit 2007: Zertifikat Hochschullehre Bayern, Zentrum für Hochschuldidaktik (DiZ)
- seit 2008: Rheinland-Pfalz-Zertifikat für Hochschuldidaktik, Hochschulevaluierungsverbund (HESW)
- seit 2008: Zertifikat Hochschullehre Brandenburg, Netzwerk Studienqualität Brandenburg (sqb)
- seit 2010: Berliner Zertifikat für Hochschullehre, Berliner Zentrum für Hochschullehre (BZHL)
- seit 2011: Sächsisches Hochschuldidaktik-Zertifikat, Hochschuldidaktik Sachsen
- seit 2020: Landeszertifikat Hochschullehre Niedersachsen, Kompetenzzentrum Hochschuldidaktik für Niedersachsen (KHN)

### Auszeichnungen für gute Lehre
- Ars legendi-Preis für exzellente Hochschullehre

## Netzwerke
Im deutschsprachigen Raum gibt es eine Vielzahl von hochschuldidaktischen Netzwerken auf unterschiedlichen Ebenen, die sich organisatorisch und strukturell voneinander unterscheiden. Organisatorisch können hochschuldidaktische Netzwerke mit und ohne eigene Geschäftsstelle unterschieden werden. Strukturelle Unterscheidungen betreffen beispielsweise die Art der Zusammenarbeit der Mitglieder oder die Finanzstrukturen innerhalb des Netzwerkes. Aufgrund ihrer Unterschiedlichkeit können hochschuldidaktische Netzwerke nur bedingt miteinander verglichen werden, aber ihre Diversität kann generell als Stärke für die Hochschuldidaktik gesehen werden.
Im Sprachgebrauch werden die Begriffe Netzwerk und Verbund nicht trennscharf unterschieden, was zu Missverständnissen führen kann, da ein zeitlich begrenzter hochschuldidaktischer Projektverbund einen anderen Gehalt hat als ein hochschuldidaktisches Regional- oder Landesnetzwerk. Letztere können – in Anlehnung an die Systemtheorie – verstanden werden als Netzwerke aus einzelnen autonomen Objekten, die in definierter Weise miteinander verbunden sind und ein System ergeben.

## Einrichtungen an Schweizer Hochschulen
Die folgende Auflistung nennt wichtige Einrichtungen ohne Anspruch auf Vollständigkeit.

### Universitäten
Im Bereich Hochschuldidaktik am „Zentrum für universitäre Weiterbildung ZUW“. der Universität Bern können ein CAS „Hochschullehre/Higher Education“ absolviert oder Einzelkurse in Hochschuldidaktik besucht werden. Das gesamte Kursprogramm und der CAS ist auch für Lehrende anderer Hochschulen (PH, FH, Höhere Fachschulen) offen. Die Hochschuldidaktik der Uni Bern bietet darüber hinaus Einzelberatungen, Instituts-Workshops und Curriculumsberatungen an. Sie organisiert jährlich einen „Tag der Lehre“ für den Lehrkörper der Uni Bern, der aber auch Lehrenden anderer Hochschulen offensteht. Neben Videoportraits guter Lehre werden Online-Services für Lehrende zur Verfügung gestellt, wie kleine Texte zu vielfältigen Fragen der Lehre und eine Datenbank für alternative Prüfungsformen Sieht man den Start des ersten hochschuldidaktischen Kurses als Geburtsstunde, so gibt es den Bereich Hochschuldidaktik an der Universität Bern seit Juli 1990.
Die Hochschuldidaktik der Universität Basel bietet neben Einzelberatungen und Kursen ein Sammelzertifikat für die Lehrenden der Universität Basel an.
Die Hochschuldidaktikstelle der Universität Fribourg ist mit einer Professur und einer Assistentenstelle besetzt. Ein CAS und ein DAS in Hochschullehre kann in deutscher oder französischer Sprache erworben werden.
Die „Hochschuldidaktik der Universität Zürich“ bietet fokussierte auf die Frage nach der „Guten Lehre“ und damit zusammenhängende Themenfelder. Es richtet seine Weiterbildungs- und Beratungsangebote an Lehrende und Forschende der Universität Zürich und ebenso an die gesamte Universität als Bildungseinrichtung.

### Fachhochschulen
Das „Zentrum für Lernen und Lehren“ der Hochschule Luzern ist aus einem Zusammenschluss der Fachstelle für Hochschuldidaktik und der Fachstelle Neue Lernmedien, die bis ungefähr 2010 als eigene Organisationseinheiten arbeiteten, entstanden. Es ist neben dem Angebot didaktischer Weiterbildung und Beratung auch für die elektronische Lerninfrastruktur der Hochschule zuständig und engagiert sich dementsprechend stark für Fragen des Lernens und Lehrens in der digitalisierten, offenen Wissensgesellschaft.
Das „Zentrum für Innovative Didaktik“ der Zürcher Hochschule für Angewandte Wissenschaften ZHAW bietet Weiterbildung und Beratung im Feld der Hochschuldidaktik und forscht in diesem Feld. Neue Technologien stehen damit stark im Fokus.

### Pädagogische Hochschulen
Die Fachstelle Hochschuldidaktik an der Pädagogischen Hochschule Zug engagiert sich für die institutionelle und individuelle Weiterentwicklung. Für ersteres unterstützt sie die Hochschul- und Bereichsleitungen in strategischen, konzeptuellen und evaluativen Arbeiten im Bereich Hochschuldidaktik. Für zweiteres entfaltet sie massgeschneiderte Aktivitäten.

## Einrichtungen an deutschen Hochschulen
Die folgende Auflistung nennt wichtige Einrichtungen ohne Anspruch auf Vollständigkeit.
TH Aachen
Das Center für Lehr- und Lernservices (CLS) an der RWTH Aachen bündelt die Einheiten AMM, ExAcT, LPM, MfL und SAM. Alle Einheiten handeln als eigenständige Akteure, die gemeinsame Projekte zur Verbesserung der Studienbedingungen und der Lehrqualität an der RWTH Aachen gestalten. Die bestehenden Produkt- und Serviceangebote sind eng aufeinander abgestimmt, miteinander verzahnt oder in enger Zusammenarbeit gemeinsam konzipiert.
Uni Bamberg
Das Fortbildungszentrum Hochschullehre (FBZHL) der Universität Bamberg ist beim Vizepräsidenten für Lehre und Studierende angesiedelt. Ziel des FBZHL ist es, die didaktischen Kompetenzen der Dozenten zu stärken und damit die Qualität der Lehre zu verbessern. Lehrende sollen so lehren, beraten und prüfen können, dass sie die Studienaktivitäten ihrer Studierenden optimal unterstützen. Hierzu bietet das FBZHL der Uni Bamberg neben einem offenen Seminarprogramm auch weitere Fortbildungsmöglichkeiten wie Lehrberatungen, zielgruppenspezifische Workshops oder die Vertiefungsstufe. Erworbene hochschuldidaktische Qualifikationen können durch Zertifikate nachgewiesen werden. Das FBZHL arbeitet eng mit den anderen hochschuldidaktischen Einrichtungen der bayerischen Universitäten sowie der Fachhochschulen zusammen. So können die Seminare des offenen Programms in der Regel von allen Dozenten bayerischer Universitäten besucht werden.
Uni Bayreuth
Das Fortbildungszentrum Hochschullehre (FBZHL) der Uni Bayreuth versteht sich als Einrichtung, die sich um jegliche Lehrthemen an der Universität Bayreuth kümmert. Dem FBZHL geht es darum Sie als Lehrende dabei zu unterstützen ihre Lehre im Sinne der Lernergebnisse von Studierenden zu optimieren. Dabei soll die Ermöglichung von Lernen und Aneignung der Studierenden mittels ihrer Lehre im Mittelpunkt stehen.
TU Berlin
Die Zentraleinrichtung Wissenschaftliche Weiterbildung und Kooperation (ZEWK) bietet seit 1996 hochschuldidaktische Weiterbildung in ihrem Weiterbildungsprogramm für das wissenschaftliche Personal der TU Berlin. Neben Angeboten zu Lehren und Lernen (Hochschuldidaktik für alle Phasen der Laufbahn von Hochschullehrenden) gibt es auch Kurse zu Forschungsmanagement, Wissenschaftskommunikation sowie Arbeits- und Managementtechniken. Das hochschuldidaktische TU-Zertifikat wurde von der dghd 2006, 2011 und 2018 (bis 2020) erfolgreich akkreditiert.
Seit 2013 betreibt das Online-Lehre-Team der ZEWK an der TU Berlin den Praxisblog: Digitale Lehre und E-Learning an der Technischen Universität Berlin. Hochschullehrende und wissenschaftliches Personal erhalten dort eine Übersicht über die Infrastruktur der TU Berlin und universitätsweite Angebote in Bezug auf digitales Lehren und Lernen. Interessierte finden beispielsweise eine Übersicht über digitale Werkzeuge zum Einsatz in der Hochschullehre und Hintergrundinformationen zu diversen Themenfeldern der Hochschuldidaktik. Neben Interviews, Praxisberichten und Anleitungen (Howto) stellt der Blog Audio- und Videomitschnitte zu aktuellen Veranstaltungen zur Verfügung, zum Beispiel zum Tag der Lehre. Wissenschaftlichem Personal der TU Berlin dient der Praxisblog als Plattform zum interdisziplinären Erfahrungsaustausch über Anwendungsfelder digitaler Lehr- und Lernstrategien.
Uni Bielefeld
An der Universität Bielefeld sind „Hochschuldidaktik und Lehrentwicklung“ zentral im „Zentrum für Lehren und Lernen“ angesiedelt.
Uni Dortmund
An der Technischen Universität Dortmund befindet sich das „Hochschuldidaktische Zentrum“, lange unter Leitung von Johannes Wildt, die aktuelle Leitung hat Dr. Katrin Stolz.
Uni Duisburg-Essen
An der Universität Duisburg-Essen ist die hochschuldidaktische Aus- und Weiterbildung im Zentrum für Hochschulqualitätsentwicklung (ZHQE) verortet. Das ZHQE unterstützt als zentrale Betriebseinheit die Qualitätsentwicklung in Studium und Lehre. Zu den Leistungen gehören neben den hochschuldidaktischen Angeboten, die Initiierung und Förderung von Innovationsprojekten, die Durchführung und Berichtslegung universitätsweiter Befragungen sowie die institutionelle Qualitätsentwicklung im Rahmen des systemakkreditierten Qualitätsmanagementsystems der Universität. Die Universität Duisburg-Essen ist Mitglied im Netzwerk Hochschuldidaktik NRW. Das ZHQE bietet das modularisierte Qualifizierungsprogramm „Professionelle Lehrkompetenz für die Hochschullehre“ sowie Qualifizierungen für studentische Tutoren und Tutorinnen an.
Insbesondere ist die medienbezogene Hochschuldidaktik, u. a. mit dem E-Competence-Ansatz und dem Duisburg Learning Lab (Michael Kerres), bekannt geworden.
Uni Erlangen-Nürnberg
Das Fortbildungszentrum Hochschullehre (FBZHL) der Friedrich-Alexander-Universität Erlangen-Nürnberg wird vom Nürnberger Wirtschaftspädagogen Karl Wilbers geleitet. Das FBZHL verbessert seit 2002 an der Schnittstelle zwischen Dienstleistung und Forschung die Qualität der Lehre der FAU. Hochschuldidaktische Maßnahmen vom Tutor bis zur Professorin werden entwickelt, implementiert und evaluiert.
Das FBZHL betreibt den Blog Infothek Lehre. Neben hochschuldidaktischen Leitfäden finden sich aktuelle Trends, Konzepte, Methoden und Theorien sowie Literaturbesprechungen.
Über das Programm ProfiLehrePlus ist das FBZHL mit allen Hochschuldidaktikzentren der bayerischen Universitäten vernetzt. Fortbildungen, die Lehrende der FAU im Rahmen von ProfiLehrePlus besuchen, werden für das Zertifikat Hochschullehre der Bayerischen Universitäten anerkannt.
Technische Universität Hamburg
Das Zentrum für Lehre und Lernen (ZLL) ist das hochschul- und fachdidaktische Zentrum der Technischen Universität Hamburg. Es ist der Angelpunkt für alle Fragen und Prozesse zur didaktischen Gestaltung von Lehre und Lernen an der TUHH. Dem ZLL ist eine Abteilung für Fachdidaktik der Ingenieurwissenschaften angeschlossen, in dem hochschulbezogene Fragen der Ingenieurdidaktik durch eine entsprechende Professur erforscht werden.
Uni Hamburg
Eine der bekannten Einrichtungen im deutschsprachigen Raum ist das Zentrum für Hochschul- und Weiterbildung (ZHW), das 1971 als Interdisziplinäres Zentrum für Hochschuldidaktik (IZHD) an der Universität Hamburg gegründet wurde. Unter Leitung von Rolf Schulmeister (bis 2008), Marianne Merkt (2008–2012), Antonia Scholkmann (2012–2014) und Ivo van den Berk (2014) hat dieses Zentrum die Hochschuldidaktik maßgeblich beeinflusst. 2006 wurde die ehemals senatsunmittelbare Einrichtung IZHD in ZHW umbenannt und in die Fakultät 4 (Fakultät für Erziehungswissenschaft, Bewegungswissenschaft und Psychologie) integriert. Das ZHW hat neben dem hochschuldidaktischen Studiengang „Master of Higher Education“ (MoHE) mehrere große Drittmittelprojekte im Bereich E-Learning (z. B. Methodenlehre Baukasten, Projektlinie Awareness/Neue Lehr- und Lernkultur im E-Learning im Projekt KoOP) und hochschuldidaktischer Forschung (USUS, ProFile) durchgeführt. Das Zentrum für Hochschul- und Weiterbildung wurde zum 1. Oktober 2014 übergeleitet in das Interdisziplinäre Zentrum für universitäres Lehren und Lernen (IZuLL). Seit dem 1. August 2015 trägt die Einrichtung die Bezeichnung Hamburger Zentrum für Universitäres Lehren und Lernen (HUL). Das HUL wird von Gabi Reinmann geleitet.
Uni Köln
Als bislang jüngste hochschuldidaktische Einrichtung in Nordrhein-Westfalen eröffnete im Januar 2008 das ZHD Zentrum für Hochschuldidaktik an der Universität zu Köln.
Ludwig-Maximilians-Universität München
Das Lehrqualifikationsprogramm PROFiL (Professionell in der Lehre) an der LMU München besteht seit 1999 und wird seit 2006 von Andreas Hendrich geleitet. Lehrende aller bayerischen Universitäten und Personen, die in Kürze Lehraufgaben an einer bayerischen Universität erwarten, werden dort in den Bereichen Lehr-/Lernkonzepte, Präsentation und Kommunikation, Prüfen, Reflexion und Evaluation sowie Beraten und Begleiten weitergebildet und können so das Zertifikat Hochschullehre der bayerischen Universitäten erwerben. Zusätzlich bietet PROFiL Lehrberatungen und Einzelcoachings an. Im Programm „TutorPlus“ werden Dozierende dazu ausgebildet, Tutoren zu schulen. Im Programm „universitas digitalis“ wird mit verschiedenen Angeboten der zunehmenden Digitalisierung der Lehre Rechnung getragen.
Technische Universität München
Die Hochschuldidaktik an der Technischen Universität München wurde 1994 als „ProLehre“ gegründet und heißt heute „ProLehre | Medien und Didaktik“. Unter der Leitung von Andreas Fleischmann verbindet diese Abteilung Hochschul- und Mediendidaktik (z. B. Kurse, Vorträge, Handreichungen, Beratungen und Lehrbesuche) mit Educational Technology (z. B. Administration und Weiterentwicklung der Lernplattform Moodle, Ausstattung von Lehrräumen mit Aufzeichnungs- und Streamingtechnologie für hybride Lehrsettings). Ergänzt wird dies durch ein Medienteam, das sowohl Lehrfilme produziert als auch Filme für Hochschulmarketing und Hochschulkommunikation erstellt.
Hochschule Magdeburg-Stendal
An der Hochschule Magdeburg-Stendal wurde 2012 das Zentrum für Hochschuldidaktik und angewandte Hochschulforschung (ZHH) mit einer Professur für Hochschuldidaktik und Wissensmanagement und sechs Mitarbeiterstellen als zentrale Einrichtung gegründet. Die hochschuldidaktische Weiterbildung des ZHH umfasst ein Workshop-Programm mit Zertifikat nach dghd Standard mit einem mediendidaktischen Schwerpunkt, Einführunsworkshops für Neuberufene und Vertretungsprofessoren, die Qualifizierung von Tutoren und studentischen Mentoren. An der Qualitätsentwicklung der Hochschule ist das ZHH beteiligt durch die Durchführung von Curriculumwerkstätten und Qualitätszirkeln, die jährliche Durchführung des Tags für Studium und Lehre und die Durchführung eimer internen Projektförderung zur Kompetenzorientierten Entwicklung von Lehre. Durch die Professur ist die Durchführung von Drittmittelprojekten sowie die Betreuung hochschuldidaktischer Dissertationsvorhaben in Kooperation mit dem Promotionsstudiengang „Berufsbildung und Personalentwicklung“ der Otto-von-Guericke Universität gewährleistet. Derzeit wird das ZHH noch aus Qualitätspakt Lehre Mitteln finanziert. Eine Verstetigung ist vorgesehen.
Uni Paderborn
Die Stabsstelle für Bildungsinnovationen und Hochschuldidaktik ist beim Vizepräsidenten für Qualität in der Lehre angesiedelt. Die Stabsstelle berät Lehrende und Einrichtungen der Universität Paderborn in allen Fragen rund um die Weiterentwicklung der Lehre. Hochschuldidaktische Angebote gibt es für Studierende (z. B. Tutorenprogramme, E-Tutoren) und Lehrende (z. B. Zertifikatsprogramm, TAP, lernPause, Tag der Lehre). Hochschuldidaktische Projekte gibt es an der Universität Paderborn seit 1996, so dass 2021 das 25-jährige Jubiläum gefeiert wird.
Ostfalia Hochschule für angewandte Wissenschaften
Das Zentrum für erfolgreiches Lehren und Lernen (ZeLL) der Ostfalia Hochschule für angewandte Wissenschaften (ehemals Hochschule Braunschweig/Wolfenbüttel) bietet Unterstützung bei der Anwendung von hochschuldidaktischen Alternativen zu den herkömmlichen Lehrkonzepten. Das ZeLL ist eine vom Bundesministerium für Bildung und Forschung geförderte zentrale Einrichtung für die Lehrenden und Studierenden der Ostfalia.
Hochschuldidaktik Sachsen
Die Hochschuldidaktik Sachsen ist eine gemeinsame zentrale Einrichtung staatlicher sächsischer Hochschulen, die sich seit 2009 für die Verbesserung der Qualität von Studium und Lehre einsetzt. Die HDS bietet Lehrenden verschiedene Möglichkeiten zur Weiterbildung, Beratung und Vernetzung an, um ihre Lehrkompetenzen zu entwickeln und zu erweitern. Dabei orientiert sie sich an den Standards der Deutschen Gesellschaft für Hochschuldidaktik und vergibt ein bundesweit anerkanntes Hochschuldidaktik-Zertifikat. Die HDS ist auch an verschiedenen Projekten, Tagungen und Publikationen im Bereich der Hochschuldidaktik beteiligt.
Weitere Angebote
An anderen Hochschulen wird hochschuldidaktische Arbeit in anderen Einrichtungen, wie z. B. Weiterbildungsabteilungen, organisiert. In Baden-Württemberg und in Bayern ist die Arbeit der Hochschuldidaktik jeweils in drei hochschulübergreifenden Zentren organisiert.
In Bayern gibt es das Zentrum für Hochschuldidaktik (DiZ), das für alle staatlichen bayerischen Hochschulen für angewandte Wissenschaften hochschuldidaktische Weiterbildung und ein Zertifikatsprogramm anbietet.
In Berlin hat sich ein hochschulübergreifendes Zentrum für Hochschullehre etabliert. Das Berliner Zentrum für Hochschullehre (BZHL) bietet hochschuldidaktische Workshops für alle Lehrenden der 13 öffentlichen Universitäten und Hochschulen an, inklusive eines Zertifikatsprogrammes für Hochschullehre Weitere Schwerpunkte liegen in der Planung und Durchführung von On-Demand Maßnahmen und in einem Coachingprogramm für Professoren.
Seit 2006 bietet der Hochschulevaluierungsverbund Südwest (HESW) den Lehrenden der Mitgliedshochschulen (Universitäten und Fachhochschulen des Landes Rheinland-Pfalz, Universität Frankfurt, Universität des Saarlandes) die Möglichkeit, hochschuldidaktische Veranstaltungen zu besuchen. Diese werden vom Zentrum für Qualitätssicherung und -entwicklung (ZQ) (Mainz) organisiert (und durchgeführt). Angestrebt ist eine Vernetzung innerhalb der Mitgliedshochschulen, so dass Veranstaltungen an allen Standorten stattfinden können.
Das Gießener Graduiertenzentrum Kulturwissenschaften bietet im Rahmen der AG „Hochschuldidaktik Literaturwissenschaft“ regelmäßig stattfindende Workshops für Lehrende an, stellt Unterrichtsmaterialien zur Verfügung und dient als Plattform für den gegenseitigen Austausch zwischen Dozenten (Teaching center).
Die Deutsche Sporthochschule Köln hat sich 2010 in Zusammenarbeit mit einer externen Beratungsagentur einem „Hochschuldidaktischen Gesamtkonzept“ verpflichtet, um die Lehrkompetenz ihrer Hochschullehrer zu verbessern.
Das bundesweite Netzwerk LehreN e. V. unterstützt die lehrbezogene Hochschulentwicklung und ihre Akteure. Es ist aus dem von der Alfred Toepfer Stiftung, der Joachim Herz Stiftung, der NORDMETALL-Stiftung, dem Stifterverband, der Volkswagenstiftung und vom BMBF geförderten Bündnis Lehre-hoch-n hervorgegangen, das von 2010 bis 2020 hochschultypenübergreifend den professionellen kollegialen Austausch unterschiedlicher Akteursgruppen ermöglicht hat.

### Buchreihen zur Hochschuldidaktik
- S. Brendel (Hrsg.): Kompetent lehren. Die Reihe unterstützt Lehrende an Hochschulen didaktisch, praxisnah und themenspezifisch bei der Entwicklung der eigenen Lehrpraxis. (utb.de)
- A. Centeno Garcia, S. Hofhues, R. Kordts-Freudinger, A. Scholkmann: Blickpunkt Hochschuldidaktik. (Offizielle Buchreiche der Deutschen Gesellschaft für Hochschuldidaktik, dghd; seit 1969) (wbv.de)
- P. Arnold, U. Hanke, J. Loviscach, J. Noller, I. Ulrich: Perspektiven der Hochschuldidaktik. ISSN 2524-5864
- J. Noller, C. Beitz-Radzio, D. Kugelmann, S. Sontheimer, S. Westerholz (Hrsg.): Methoden in der Hochschullehre. Springer, 2019, ISBN 978-3-658-26989-0.
- Harm Prior: Gruppendynamik in der Seminararbeit. (= Blickpunkt Hochschuldidaktik. Band 11). 1970, DNB 456834141.
- Klaus Vopel: Gruppendynamische Experimente im Hochschulbereich. (= Blickpunkt Hochschuldidaktik. Band 24). 1972, DNB 730451895.
- Genser et al.: Lernen in der Gruppe: Theorie und Praxis der Themenzentrierten Interaktionellen Methode. (= Blickpunkt Hochschuldidaktik. Band 25). 1972, DNB 730471764.
- Blickpunkt Hochschuldidaktik – Buchreihe der Deutschen Gesellschaft für Hochschuldidaktik (dghd)
- Perspektiven der Hochschuldidaktik – Interdisziplinäre Reihe für verschiedene Ansätze in der Hochschullehre
- Jahrbuch Angewandte Hochschulbildung – Buchreihe zu Fachhochschuldidaktik in Verbund mit einer chinesischen Fachzeitschrift

### Zeitschriften
- Zeitschrift für Hochschulentwicklung, ehemals (bis 2005): Zeitschrift für Hochschuldidaktik
- Das Hochschulwesen
- journal hochschuldidaktik
- die hochschullehre – Interdisziplinäre Zeitschrift für Studium und Lehre
- Handbuch Qualität in Studium, Lehre und Forschung – Heißt zwar »Handbuch«, ist aber ein Journal; heißt zwar »Qualität«, ist aber breiter.
- Neues Handbuch Hochschullehre Heißt zwar »Handbuch«, ist aber ein Journal; ist das älteste deutschsprachige Journal für Hochschuldidaktik
- Impact Free – Journal für freie Bildungswissenschaftler

### Weitere Publikationen
- Christof Arn: Agile Hochschuldidaktik. Beltz-Juventa, Weinheim 2016, ISBN 978-3-7799-3389-2.
- Heinz Bachmann: Hochschuldidaktik – bringt das überhaupt etwas? Erkenntnisse aus der Evaluation eines Zertifikatslehrgangs Hochschuldidaktik. In: M. Hofer et al. (Hrsg.): Qualitätsmanagement im Spannungsfeld zwischen Kompetenzmessung und Kompetenzentwicklung. Universitätsverlag Webler, Bielefeld, S. 133–143.
- Patricia Heufers, Julia Knoch, Kristina Müller: Chamäleon Hochschuldidaktik – Kompetenzen, Rollen und Haltungen von Hochschuldidaktiker/inne/n spielen eine Rolle. In: Tobina Brinker (Hrsg.): Blickpunkt Hochschuldidaktik, Buchreihe der dghd. Bertelsmann, Bielefeld 2016, S. 111–120.
- Ludwig Huber: Hochschuldidaktik als Theorie der Bildung und Ausbildung. In: Dieter Lenzen (Hrsg.): Enzyklopädie Erziehungswissenschaft. Ausbildung und Sozialisation in der Hochschule. Band 10. Klett, Stuttgart/Dresden 1983/1995, ISBN 978-3-12-939954-5, S. 114–138.
- Robert Kordts-Freudinger, Niclas Schaper, Antonia Scholkmann, & Szczyrba, B. (Hrsg.). (2021): Handbuch Hochschuldidaktik. wbv Media GmbH & Co/utb. ISBN 978-3-8252-5408-7.
- Christiane Metzger: Erkenntnisse zu Motivation und Lernverhalten als Ausgangspunkt für Lehrentwicklung. In M. Merkt, N. Schaper, C. Wetzel (Hrsg.): Professionalisierung der Hochschuldidaktik. Reihe Blickpunkt Hochschuldidaktik, Band 127. W. Bertelsmann, Bielefeld 2016, S. 270–280.
- Brigitta K. Pfäffli: Lehren an Hochschulen. Haupt, Bern 2005/2015, ISBN 978-3-8252-4325-8.
- Rüdiger Rhein, Johannes Wildt (Hrsg.): Hochschuldidaktik als Wissenschaft. Disziplinäre, interdisziplinäre und transdisziplinäre Perspektiven, transcript, Bielefeld 2023, ISBN 978-3-8376-6180-4 Open Access.
- Michael Schratz: Pädagogische Professionalität: quer denken – umdenken – neu denken: Impulse für next practice im Lehrerberuf. Wien: Facultas-WUV 2011.
- Antonia Scholkmann, Kobert Kordts-Freudinger, Sabine Brendel & Tobina Brinker (Hrsg.). (2018). Zwischen Qualifizierung und Weiterbildung. Reflexionen zur gekonnten Beruflichkeit in der Hochschuldidaktik. Blickpunkt Hochschuldidaktik, Bd. 134. wbv Media GmbH & Co. ISBN 978-3-7639-5939-6.
- N. M. Seel, U. Hanke: Erziehungswissenschaft. Lehrbuch für Bachelor-, Master- und Lehramtsstudierende. Springer Verlag, Berlin / Heidelberg 2015.
- Immanuel Ulrich: Gute Lehre in der Hochschule. Praxistipps zur Planung und Gestaltung von Lehrveranstaltungen. Springer Fachmedien, Wiesbaden 2016.
- Wolf Wagner: Uni-Angst und Uni-Bluff. Wie studieren und sich nicht verlieren. Europäische Verlagsanstalt, Hamburg 1977/2002. (1992 wurde die Originalausgabe vollständig überarbeitet, deren Qualität wird unterschiedlich beurteilt).
- J. Wildt: Hochschuldidaktik als Hochschullehrerbildung? Hochschuldidaktische Weiterbildung und Beratung zur Förderung der Professionalisierung in der Lehre. In: Beiträge zur Lehrerbildung, 27 (1), 2009.
- Jörg Zumbach, Hermann Astleitner: Effektives Lehren an der Hochschule. Ein Handbuch zur Hochschuldidaktik. Kohlhammer, Stuttgart 2016.

### Studienangebote
- MHE, Universität Hamburg (Regelstudienzeit: 4 Semester, berufsbegleitend): Masterstudiengang Higher Education, weitgehend als Online-Studium konzipiert

- MOHE, Donau-Universität Krems (4 Semester berufsbegleitend): „Master of Higher Education – Exzellente Hochschullehre“ vermittelt Lehrqualifikationen für eine Lehrtätigkeit an Hochschulen.

- MEDIAN_HE, Technische Hochschule Mittelhessen (Regelstudienzeit: 3 Semester in Vollzeit, 5 Semester in Teilzeit): Der Studiengang „Methodik und Didaktik in angewandten Wissenschaften_Higher Education“ ist für alle Fachdisziplinen offen und richtet sich an Absolventen eines ersten Fachstudiengangabschlusses (unabhängig von der fachlichen Ausrichtung), die Interesse an einer Weiterentwicklung der Fachdidaktik haben. Abschluss: „Master of Arts“.

### Plattformen, Portale und Blogs
- Forum Hochschuldidaktik: Austauschplattform, interaktiv, kostenlose Registrierung
- Deutscher Bildungsserver: vermischte, kommentierte Links rund um Hochschuldidaktik
- Blog: Digitale Lehre und E-Learning an der TU Berlin Archiv der Live-Mitschnitte und Berichte zum Tag der Lehre an der TU Berlin. Der Praxisblog dient wissenschaftlichem Personal als interdisziplinäre Online-Plattform zum Austausch über digitale Lehre und E-Learning. Er wird betrieben durch das Online-Lehre-Team der Zentraleinrichtung Weiterbildung und Kooperation (ZEWK) an der TU Berlin.
- e-teaching.org[89] wissenschaftlich fundierte und praxisorientierte Informationen zur Gestaltung von Hochschulbildung mit digitalen Medien. Kuratiert durch das Leibniz-Institut für Wissensmedien (IWM)

### Gesellschaften
- Deutsche Gesellschaft für Hochschuldidaktik
- Österreichische Gesellschaft für Hochschuldidaktik
- Gesellschaft für Medien in der Wissenschaft